# Нові-Марзи
Нові-Марзи (пол. Nowe Marzy, IPA: [ˈnɔvɛ ˈmarzɨ])) — село в Польщі, у гміні Драгач Свецького повіту Куявсько-Поморського воєводства.
Населення — 129 осіб (2011).
У 1975-1998 роках село належало до Бидгощського воєводства.

## Демографія
Демографічна структура станом на 31 березня 2011 року:
|          | Загалом | Допрацездатний вік | Працездатний вік | Постпрацездатний вік |
| -------- | ------- | ------------------ | ---------------- | -------------------- |
| Чоловіки | 74      | 17                 | 53               | 4                    |
| Жінки    | 55      | 10                 | 36               | 9                    |
| Разом    | 129     | 27                 | 89               | 13                   |